# 细河 (太子河)
细河，位于中华人民共和国辽宁省东部的一条河流，是太子河左岸支流，发源于凤城市青城子镇西北白云山，蜿蜒向东南流至白云山村转东北流，经本溪满族自治县连山关镇、本溪市南芬区下马塘街道、郭家街道、南芬街道，于平山区桥头街道转西流，经北台街道，于辽阳县寒岭镇二道河子村头道河子以西注入葠窝水库。河流全长118千米，流域面积1126平方千米，河道平均比降6.9‰，年均径流量3.62亿立方米。